# Códigos de área 304 y 681

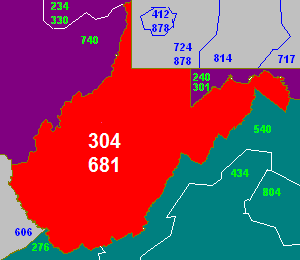
Códigos de área 304 y 681

304 y 681 son unos códigos de área de los Estados Unidos.
El 304 se estableció en octubre de 1947 como uno de los códigos de área originales y sirve en todo el territorio del estado de Virginia Occidental. El 28 de marzo de 2009 fue complementado con un nuevo código sobre el mismo territorio, el 681.
Debido a la baja densidad de población de Virginia Occidental, este estado fue uno de los últimos en usar un único código para todo el territorio.  En 2007 y debido a la proliferación de teléfonos móviles y máquinas de fax, evidenció la necesidad de la implantación de un nuevo código que diese servicio al creciente tráfico telefónico .
El 29 de enero de 2008 la Comisión de servicios públicos de Virginia Occidental sometió a votación la división en dos del área del código 304.  La ruptura propuesta mantenía a Charlestón, Huntington, Bluefiel y, Beckley en el 304,  mientras que a la porción nororientale del estado (Wheeling, Morgantown, Clarksburg, Parkersburg) se le asignaría un código nuevo.
EL proyecto de división tropezó con la oposición de numerosos empresarios y gobernantes locales, que proponían en su lugar la instauración de un código suplementario, propuesta defendida también por el mismísimo gobernador del estado, Joe Manchin. Finalmente se optó por la instauración de un código suplementario, el 681.